# Alvin Toffler
Alvin Toffler (Nueva York, 4 de octubre de 1928-Los Ángeles, 27 de junio de 2016) fue un escritor sociólogo y futurólogo estadounidense, doctorado en Letras, Leyes y Ciencia, conocido por sus discusiones acerca de la revolución digital, la revolución de las comunicaciones y la singularidad tecnológica. Sus primeros trabajos están enfocados al impacto de la tecnología (a través de efectos como la sobrecarga informativa). Más tarde se centró en examinar la reacción de la sociedad y los cambios que ésta sufre. Sus últimos trabajos abordaron el estudio del poder creciente del armamento militar del siglo XXI, las armas y la proliferación de la tecnología y el capitalismo. Entre sus publicaciones más famosas destacan La revolución de la riqueza, El cambio de poder, El shock del futuro y La tercera ola. Estaba casado con Heidi Toffler, también escritora y futurista, con quien residió en Bel-Air, Los Ángeles. La única hija de ambos, Karen Toffler, murió a los 46 años, después de haber estado padeciendo, durante más de una década, el síndrome de Guillain-Barré.

## Ideas
Toffler explicaba: «La sociedad necesita personas que se ocupen de los ancianos y que sepan cómo ser compasivos y honestos. La sociedad necesita gente que trabaje en los hospitales. La sociedad necesita todo tipo de habilidades que no son sólo cognitivas, son emocionales, son afectivas. No podemos montar la sociedad sobre datos».
Se le suele atribuir la frase: «Los analfabetos del siglo XXI no serán aquellos que no sepan leer y escribir, sino aquellos que no sepan aprender, desaprender y reaprender.» Esta idea, sin embargo, es de Herbert Gerjuoy, citada por Toffler en El shock del futuro.

## The Eco Spasm Report
En su best-seller de 1975 titulado The Eco-Spasm Report, Alvin Toffler sugiere una solución positiva al problema mundial de la escasez de alimentos. Pronostica «la aparición repentina en Occidente de un movimiento religioso que prohíbe comer carne vacuna, ahorrando así cantidades enormes de toneladas de cereales que, de ese modo, se utilizan para dar de comer al mundo entero».

## La tercera ola
En su libro La tercera ola, Toffler introduce un concepto de ola que engloba todas las consecuencias biológicas, psicológicas, sociales y económicas que se derivan de cada una de las civilizaciones verdaderamente distintivas.
Dentro de estas civilizaciones describe:
- La primera ola como la revolución agrícola. Una civilización basada en el autoabastecimiento que origina toda una ola de consecuencias culturales. Dura miles de años.
- La segunda ola como la revolución industrial. Una civilización que separa la figura del productor de la del consumidor. Las consecuencias culturales son la uniformización, la especialización, la sincronización, la concentración, la maximización y la centralización. El poder en esta segunda ola es ostentado por los que llama "integradores", que son aquellos que se ocupan de coordinar y optimizar los procesos de producción. En todas las sociedades en las que predomine la segunda ola, surgen de forma natural la burocracia y las corporaciones.
- La tercera ola es la sociedad posindustrial. Toffler agrega que, desde fines de la década de 1950, la mayoría de los países se han alejado del estilo de sociedad de "segunda ola", tendiendo hacia sociedades "tercera ola". Acuñó numerosos términos para describir este fenómeno y cita otros como la Era de la información creados por otros pensadores.

En una simplificación de la historia de la humanidad, sitúa en el centro de la evolución de cada sociedad la coexistencia y el reemplazamiento entre "olas".
“Un analfabeto será aquel que no sepa dónde ir a buscar la información que requiere en un momento dado para resolver una problemática concreta. La persona formada no lo será a base de conocimientos inamovibles que posea en su mente, sino en función de sus capacidades para conocer lo que precise en cada momento».Alvin Toffler (La tercera ola)

## La revolución de la riqueza
En este trabajo, elaborado conjuntamente con Heidi Toffler, su compañera sentimental e intelectual, invita a una nueva reflexión sobre el mundo que nos rodea y los cambios que se avecinan.
A través de él nos introduce en el futuro de la riqueza visible e invisible, que modificará nuestras vidas, empresas y el mundo en general, lo cual posibilitará que se creen nuevas oportunidades, tanto a niveles personales, profesionales, sociales, culturales y educativos, como que se pueda atacar la pobreza a escala mundial o nacional. Todo ello irá acompañado, según nos advierte, de múltiples riesgos.

## Obra
Títulos de Alvin Toffler coescritos con su mujer, Heidi. Algunas de sus obras más conocidas son:
- El shock del futuro (1970)
- The Eco Spasm Report (1975)
- La tercera ola (1980)
- Avances y premisas (1983)
- La empresa flexible (1985)
- El cambio del poder (1990)
- Guerra y anti-guerra: Sobrevivir en los albores del siglo XXI (1993)
- La creación de una nueva civilización: la política de la tercera ola (1996)
- La revolución de la riqueza (2006)